# Borrentin
Borrentin település Németországban, Mecklenburg-Elő-Pomeránia tartományban. Lakosainak száma 787 fő (2023. december 31.). Borrentin Demmin, Beggerow és Schönfeld községekkel határos.

## Népesség
A település népességének változása:
| Lakosok száma | 804  | 786  | 768  | 785  | 787  |
|               | 2017 | 2019 | 2021 | 2022 | 2023 |